# Trachysalambria fulva
Trachysalambria fulva är en kräftdjursart som först beskrevs av Dall 1957.  Trachysalambria fulva ingår i släktet Trachysalambria och familjen Penaeidae. Inga underarter finns listade i Catalogue of Life.